# Виганела (Вербано-Кузио-Осола)
Виганела (итал. Viganella) је насеље у Италији у округу Вербано-Кузио-Осола, региону Пијемонт.
Према процени из 2011. у насељу је живело 103 становника. Насеље се налази на надморској висини од 570 м.

## Становништво
| 1931. | 1936. | 1951. | 1961. | 1971. | 1981. | 1991. | 2001. | 2011. |
| ----- | ----- | ----- | ----- | ----- | ----- | ----- | ----- | ----- |
| 422   | 426   | 367   | 367   | 332   | 263   | 192   | 204   | 174   |